# ウボルド
ウボルド（伊: Uboldo）は、イタリア共和国ロンバルディア州ヴァレーゼ県にある、人口約11,000人の基礎自治体（コムーネ）。

## 地理

### 位置・広がり

#### 隣接コムーネ
隣接するコムーネは以下の通り。括弧内のMIはミラノ県所属を示す。
- チェッロ・マッジョーレ (MI)
- ジェレンツァーノ
- オリッジョ
- レスカルディーナ (MI)
- サロンノ

### 地震分類
イタリアの地震リスク階級 (it) では、4 に分類される
。

## 人物

### 著名な出身者
- クラウディオ・キアプッチ - 自転車ロードレース選手。